# Tichon Ignatjewitsch Lukin
Tichon Ignatjewitsch Lukin (russisch Тихон Игнатьевич Лукин; * um 1675; † nach 1729) war ein russischer Blockmacher und Schiffbauer.

## Leben
Lukin gehörte mit seinem Zwillingsbruder Iwan zu Peters I. Spielzeugregiment, das auf Befehl Zar Alexeis I. zur Belustigung seines Sohnes Peter I. in Preobraschenskoje gebildet worden war. Aus Peters I. Spielzeugregiment entstanden 1691 das Preobraschenski Leib-Garderegiment und das Semjonowski-Leibgarderegiment, so dass nun die Brüder Lukin Soldaten des Preobraschenski-Regiments waren. Sie begleiteten 1795 Peter I. während des ersten der beiden Asowfeldzüge. Beim Sturm auf die Festung Asow wurde Iwan Lukin getötet. Tichon Lukin machte dann auch den zweiten Asowfeldzug 1696 mit.
Als Peter I. mit der Großen Gesandtschaft 1697 nach Amsterdam kam, gehörte Lukin zur zweiten Volontär-Zehnergruppe. Zusammen mit dem Volontär Peter Kobylin (Peter I.) erlernte Lukin die Blockmacherei für die Anfertigung von Holzseilrollen für Flaschenzüge und sonstige Verwendungen in der Takelage der Segelschiffe.
Nach der Rückkehr kam Lukin als Blockmacher zur Woronescher Admiralität, die von Fjodor Apraxin geleitet wurde. Er beteiligte sich am Bau von Lafetten und Schiffspumpen für die Asow-Flotte. 1703 wurde er zunächst zur Sjaskaja-Werft an der Mündung des Sjas in den Ladogasee versetzt und dann zur Olonezer Werft in Lodeinoje Pole, wo er am Bau der ersten Linienschiffe der Baltischen Flotte beteiligt war. Im Februar 1706 wies ihn  Peter I. brieflich an, spezielle Blöcke nach niederländischem Muster für die Englische Yacht anzufertigen, die auf der St. Petersburger Admiralitätswerft gebaut wurde.
Während des Pruthfeldzugs 1711 war Lukin Adjutant Peters I. und erfüllte persönliche Aufträge. 1712 war Lukin in der St. Petersburger Admiralität eingesetzt. Im Februar 1712 war er Brautführer bei Peters I. Heirat mit Marta Helena Skowrońska. Peter I. war wiederholt Gast in Lukins Haus.
Im Dezember 1716 wurde Lukin auf die Insel Kotlin geschickt, um schadhafte Linienschiffe zu überprüfen und instand zu setzen. Nach dem Muster der englischen Pumpe zum Auspumpen schadhafter Schiffe fertigte er einige Pumpen für die Instandsetzung von Schiffen im Kronwerk-Hafen der St. Petersburger Peter-und-Paul-Festung an. 1717 wurde er zum Praporschtschik des Preobraschenski-Regiments befördert. 1719 wurde er wieder auf die Insel Kotlin geschickt zur Unterstützung Edward Lanes bei dessen Hafenbau-Arbeiten. Später schickte ihn Peter I. nach Nischni Nowgorod, um spezielle Transportschiffe für den geplanten Persischen Feldzug zu bauen. 1721 leitete Lukin in der Kasaner Admiralität alle Blockangelegenheiten. 1722 nahm er als Porutschik am Persischen Felszug teil und kommandierte die Schnau Astrachan bei Derbent. 1723 kam er wieder in die Kasaner Admiralität. Später leitete er in der St. Petersburger Admiralität die Block- und Takelage-Arbeiten und die Artillerie-Ausrüstung der Linienschiffe.
Nach Peters I. Tod 1725 wurde Lukin im November 1727 mit Ukas Peters II. vom Leutnant des Preobraschenski-Regiments zum Kapitan-Leutnant befördert und mit einem Jahresgehalt von 300 Rubel im Dienst belassen. Im Juni 1729 wurde er aus dem Dienst der St. Petersburger Admiralität entlassen.
Lukin, der ein Grundstück und ein Haus in St. Petersburg besaß, war mit Marfa Dmitrijewna Lukina verheiratet. Mit ihr bekam er eine Tochter und zwei Söhne, die in den Militärdienst gingen. Lukin erwarb 1725 das Dorf Rusajewka, das die Familie bis 1757 behielt. Auch besaß Lukin eine Datsche auf dem Landgut Michailowka bei Schloss Peterhof.